# Khorgo
Khorgo (mongol: Хорго) és un volcà latent al camp volcànic Taryatu-Chulutu al districte de Tariat a la província d'Arkhangai de Mongòlia. Khorgo es troba a l'est del llac Terkhiin Tsagaan i junts són el nucli del parc nacional de Khorgo-Terkhiin Tsagaan Nuur. El parc circumdant és una àrea protegida des de l'any 1965 com a reserva natural, passant a ser totalment protegit l'any 1994/1997 com a parc nacional, per tal de salvaguardar el paisatge i la flora i fauna en perill d'extinció de la zona.
Khorgo es troba a una altitud de 2.210 m, amb un diàmetre de base de 1.200 m i una alçada de 120 m. Damunt del con hi ha un cràter de 180 m d'ample. Una característica geològica notable són les bombolles de lava solidificades, que els locals anomenen "iurtes de basalt". Fa uns 8.000 anys durant l'⁣Holocè, el con de cendres del Khorgo va entrar en erupció, amb lava inundant la vall de sota, formant una presa de lava que va crear el llac Terkhiin Tsagaan.
Les valls que envolten el volcà estan avui poblades per petits boscos de làrix siberià amb una gran varietat de flora i fauna. Això inclou cabres salvatges, senglars, diverses espècies d'ocells com l'⁣ànec vermellós i diverses espècies de cérvols com el cérvol vermell i el cérvol siberià.
No hi ha cap llac al cràter de Khorgo, però de vegades s'emeten núvols de vapor de les esquerdes de les parets del cràter, formant gel a l'hivern. Es descriu que aquestes formes de gel semblen des de la distància com "com grans ramats d'ovelles escampades per la muntanya".